# Шляховая, Нонна Михайловна
Нонна Михайловна Шляховая (укр. Нонна Михайлівна Хляхова; 28 сентября 1933, Харьков, УССР — 7 мая 2018) — советский и украинский литературовед. Доктор филологических наук (1986); профессор (1989); руководитель научной школы «Нарративный дискурс художественной литературы конца ХХ — нач. XXI вв.». Отличник образования, Почётный знак Председателя Одесской областной администрации, Почётная грамота Верховной рады Украины

## Биография
Родилась в Харькове в семье рабочих.
В 1959 году окончила филологический факультет Киевского государственного университета им. Т. Г. Шевченко. После окончания работала редактором молодёжных передач Херсонской студии телевидения и по совместительству — преподавателем Херсонского педагогического института. С 1965 года работала преподавателем филологического факультета Одесского государственного университета (ныне — Одесский национальный университет имени И. И. Мечникова) на кафедре украинской литературы, а с 1968 года — на кафедре теории литературы и компаративистики (до 2003 года кафедра теории и методики преподавания литературы).
В 1971 году успешно защитила кандидатскую диссертацию «Эмоции в творческом процессе писателя и художественном произведении (В творческой лаборатории О. Кобылянской, В. Стефаника, А. Довженко, О. Гончара)». Она творчески разрабатывала и читала почти все лекционные курсы кафедры — введение в литературоведение, теорию литературы, эстетику, а также многочисленные спецкурсы.
В 1986 году Н. М. Шляховая защитила докторскую диссертацию «Духовный мир личности в советской многонациональной прозе 60—70-х годов», а через три года получила звание профессора. В 1987 году Нонна Михайловна стала деканом филологического факультета ОГУ и работала в этой должности до ноября 2003 года. В годы её руководства начала осуществляться подготовка украинистов и русистов с правом преподавания английского или немецкого языков, мировой литературы; лицензированы новые специальности «болгарский язык и литература», «прикладная лингвистика», «журналистика», «издательское дело и редактирование». Н. Шляховая — член Специализированного совета по защите кандидатский диссертаций по филологическим дисциплинам (украинская и русская литературы) при ОНУ им. И. И. Мечникова, а также — член Спецсовета по защите докторских диссертаций при Киевском национальном университете им. Т. Г. Шевченко.

## Научная деятельность
С начала 70-х гг. новым направлением научных изысканий Нонны Михайловны стало исследование особенностей духовного мира героя современной литературы. В многочисленных статьях, опубликованных в авторитетных научных отечественных и зарубежных изданиях, а также в монографии «Духовный мир современника: Морально-этические поиски в современной советской многонациональной прозе» (Киев ; Одесса, 1982) нашли отражение результаты многолетнего труда по штудирование научной литературы по различным отраслям знания, анализа широкого круга художественных текстов, построении обоснованной и теоретически выверенной концепции.
В 1990 году вышла из печати монография «Художественный тип. Социальная и духовная характерность». В этот период внимание Н. Шляховой привлекала проблема художественного обобщения в литературе — одна из самых сложных проблем теории литературы и литературной эстетики. Основательное и разностороннее исследованием этой проблематики увенчалось выходом учебного пособия «Эволюция форм художественного обобщения» (Одесса, 1996).
Как член редколлегии, Н. М. Шляховая принимала участие в издание трёх лингвистических («Мова», «Записки із загального мовознавства», «Слов’янський збірник») и трёх литературоведческих («Історико-літературний журнал», «Медієвіотика», «Проблеми сучасного літературознавства») журналов.
В 2003 году Н. М. Шляховая выдала сборник литературно-критических статей «Жизни разрозненные листочки».

## Труды
- Емоції і художня творчість / Н. М. Шляхова. — Київ : Мистецтво, 1981. — 103 с.
- Духовний світ сучасника : Морально-етичні пошуки в суч. рад. багатонац. прозі / Н. М. Шляхова. — Киїі ; Одеса : Вища школа, 1982. — 142 с.
- Художній тип: соціальна і духовна характерність / Н. М. Шляхова. — Одеса : Маяк, 1990. — 256 с.;
- Еволюція форм художньою узагальнення : учб. посіб. / Н. М. Шляхова. — Одеса : Астропринт, 1996. — 245 с.
- Українознавство в Одеському університеті / Н. М. Шляхова // ІV-й Міжнар. конгрес україністів. — Одеса, 1999. — С. 223—228.
- Психологічний напрям в українському літєратурознавстві: здобутки, втрати, перспективи / Н. М. Шляхова // Філологічні семінари. — Київ, 2000. — С. 34-40.
- Проблема автора в сучасній літературі / Н. М. Шляхова // Серебряный век: Диалог культур. — Одесса, 2003. — С. 64-71;
- Життя порізнені листочки : літ.-крит. статті / Н. М. Шляхова. — Одеса : Астропринт, 2003. — 231 с.;
- «Звідки походять основні риси стилю?» / Н. М. Шляхова // Філологічні семінари. — Київ, 2003. — Вип. 6. — С. 42-51.
- Феномен автора в українському літературознавстві / Н. М. Шляхова // Дивослово. — 2003. — № 1. — С. 12-16.
- Біографізм як методологічна проблема / Н. М. Шляхова // Вісн. Львів. ун-ту. Серія філологічна. — 2004. — Вип. 33, ч. 1 : Теорія літератури та порівняльне літературознавство. — С. 171—177.
- Художня форма як поле методологічних змагань / Н. М. Шляхова // Філологічні семінари. — 2005. — Вип. 8. — С. 40-45.
- Новий погляд на біблійну герменевтику / Н. М. Шляхова // Наук. зап. Тернопіл. нац. пед. ун-ту ім. В. Гнатюка. Серія : Літературознавство. — Тернопіль, 2006. — Вип. 20. — С. 322—328.
- Концепт «автор» у літературознавчому дискурсі / Н. М. Шляхова // Філологічні семінари. — 2007. — Вип. 10. — С. 119—127.
- Теорії автора в сучасному літературознавстві / Н. М. Шляхова // Автор і авторство у словесній творчості : зб. наук. пр. — Одеса, 2007. — С. 57-76.
- Герменевтична методологія теорії літератури / Н. М. Шляхова // Філологічні семінари. — 2008. — Вип. 11. — С. 50-55.
- Методологічні аспекти літературознавчого синтезу / Н. М. Шляхова // Вісн. Львів. ун-ту. Серія філологічна. — 2008. — Вип. 44, ч. 1. — С. 3-12.
- Канон актуальності розуміння в літературно-художній критиці / Н. М. Шляхова // Філологічні семінари. — 2009. — Вип. 12 : Літературна критика і критерії художності. — С. 19-24.
- Методологічні проблеми створення літературних теорій / Н. М. Шляхова // Філологічні семінари. — 2010. — Вип. 13. — С. 28-33.
- Еволюція форм художнього узагальнення : навч. посіб. / Н. М. Шляхова. — Вид. 2-е, доп. — Одеса : Астропринт, 2011. — 151 с.
- Методологічні проблеми історії літератури / Н. М. Шляхова // Автор — твір — читач : зб. наук. пр. — Одеса, 2012. — С. 28-36.
- «Образ автора» як проблема / Н. М. Шляхова // Зб. ст. на пошану проф. О. Г. Астафьєва. — Київ, 2012. — С. 81-94.
- Діалог як літературознавча категорія / Н. М. Шляхова // Діалог і діалогічність в українській літературі ХІХ-ХХІ ст. : монографія / Н. М. Шляхова [та ін.] ; за заг. ред. Н. П. Малютіної – Одеса, 2013. – С. 16-25.